# Kir (cóctel)

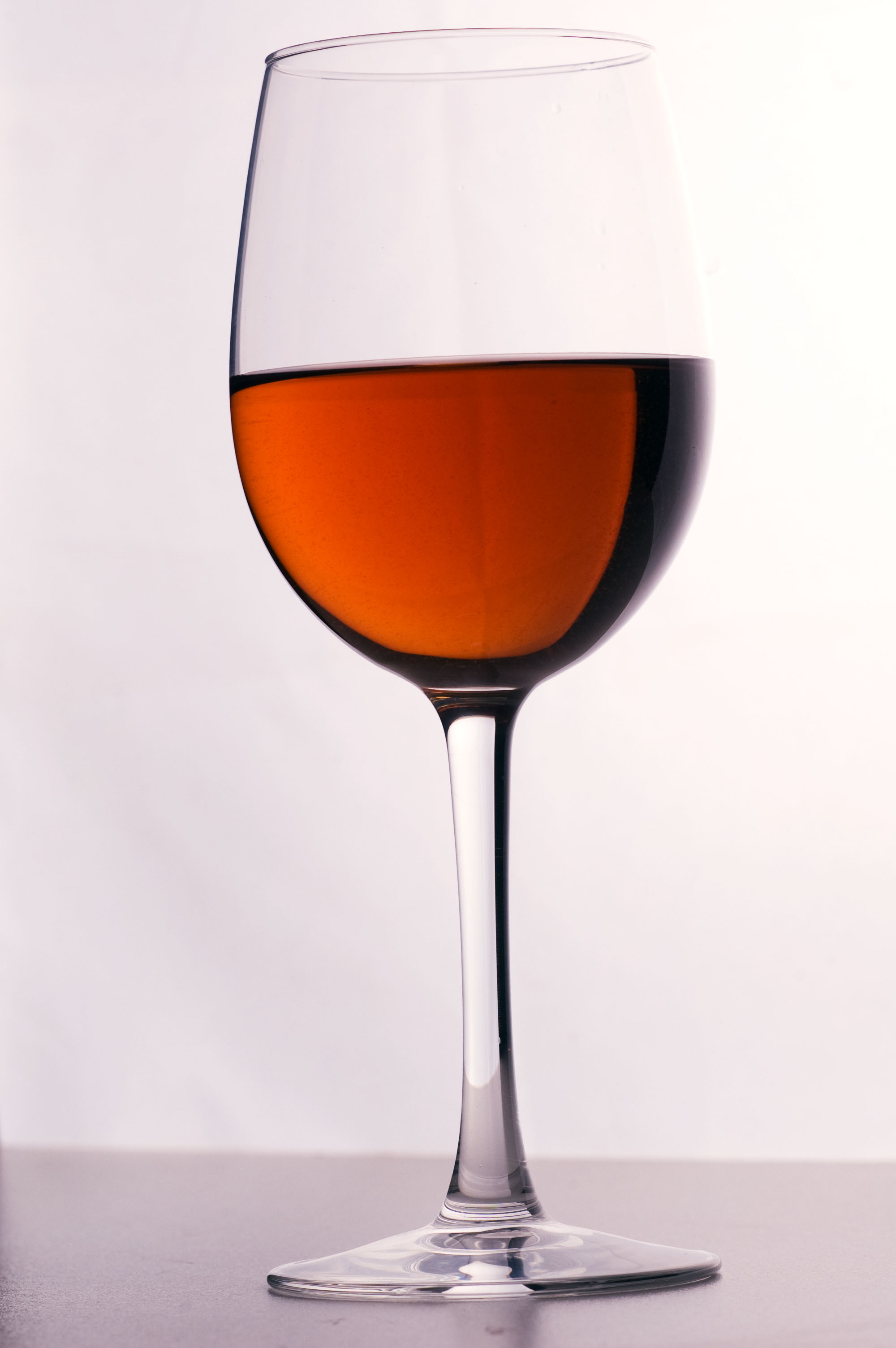
Kir elaborado con vino blanco y crema de cassis

El Kir es un popular cóctel francés elaborado con crema de cassis (licor de grosella negra) y vino blanco. Se trata de un cóctel que se toma como aperitivo antes de la comida.

## Historia
Aunque muchos piensen que el cóctel fue inventado por Félix Kir (1876-1968) al final de la Segunda Guerra Mundial, Kir sólo prestó su nombre en 1951 para una campaña publicitaria lanzada por la empresa Lejay-Lagoute, inventora de la crème de cassis, y que patentó la marca Kir en marzo de 1952. Nacido en Borgoña, Kir era un sacerdote y canónigo que en 1940, tras la huida del alcalde de Dijon por la llegada de los alemanes, fue nombrado en su lugar. Como alcalde de la ciudad, divulgó el famoso aperitivo para promocionar el vino blanco de la región, que servía en las recepciones municipales. Hasta entonces el Kir era una bebida aperitiva muy popular no sólo en Borgoña, y era conocida con el nombre de blanc cassis. Posteriormente se creó su variante Kir Royal, que se elaboraba con champán, en lugar de vino blanco. En el siglo XXI, el kir es la segunda bebida aperitiva preferida por los franceses tras el pastis.

## Composición y preparación
Según la International Bartenders Association (Asociación Internacional de Bármanes) la proporción de vino respecto a la crema de cassis es de 10 a 1. A pesar de esta proporción, predomina el color rojo de la crema de cassis, pero según algunas recetas del siglo XIX, el blanc cassis debe tener una proporción de 1/5 de cassis.
El Kir se prepara directamente en una copa de vino. Se vierte en la copa la crema de cassis y posteriormente llenamos la misma con el vino blanco, que sobre todo, debe estar muy frío.
Originalmente se realizaba con vino Bourgogne aligoté, un vino blanco de la región. Hoy en día se utilizan diversos vinos blancos franceses según la región y el capricho del camarero. Muchos prefieren el Chardonay blanco, como el Chablis.

## Ingredientes[6]
- 1 cl. de crema de cassis
- 10 cl. de vino blanco seco

## Variantes
- Kir Royal: Elaborado con champán.
- Kir Pétillant: Elaborado con vino espumoso.
- Kir Cardinal: Elaborado con vino tinto, en lugar de blanco.
- Kir Imperial: Elaborado con licor de frambuesa, en lugar de cassis, y champán.
- Kir Normand: Elaborado con sidra normanda, en lugar de vino.
- Kir Bretón: Elaborado con sidra bretona, en lugar de vino.
- Cidre Royal: Elaborado con sidra en lugar de vino, y con una medida de Calvados.
- Hibiscus Royal: Elaborado con vino espumoso, licor de melocotón, licor de frambuesa y flor comestible de hibisco.